# 노랑꼬리쥐돔

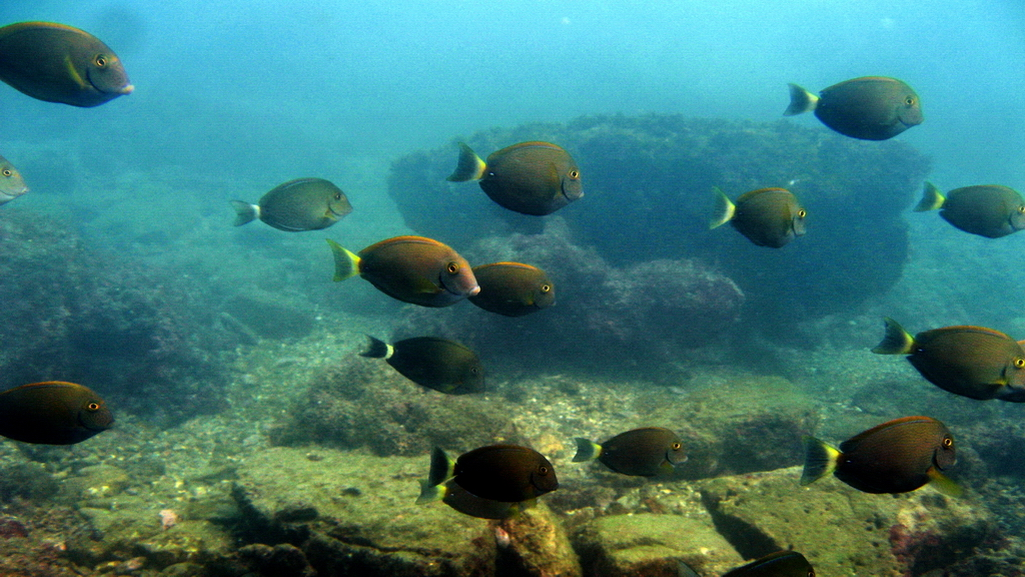

노랑꼬리쥐돔은 농어목 양쥐돔과의 물고기이다. 그것은 54cm의 길이로 자란다.

## 참조
- “노랑꼬리쥐돔”, 《FishBase》, 2008년 12월